# Thézan-des-Corbières
Thézan-des-Corbières é uma comuna francesa na região administrativa de Occitânia, no departamento de Aude. Estende-se por uma área de 26,38 km². Em 2010 a comuna tinha 562 habitantes (densidade: 21,3 hab./km²).